# Elizabeth Stefan
Elizabeth Stefan, született Molnár Erzsébet (Szabolcsveresmart, 1895. május 13. – Norwalk, Connecticut, 2008. április 9.) feltehetőleg a legidősebb magyar korrekorder.

## Élete
Eizabeth Stefan 1895-ben született az Osztrák–Magyar Monarchiában Molnár Erzsébet néven. A benki Molnár-család hat gyermekének volt az egyike. 1913-ban, 18 éves korában nővéreivel együtt emigrált az Amerikai Egyesült Államokba. Erzsébet egy magyar férfihez ment férjhez, Stefán Andráshoz. Három gyermekük született.
2005-ben a 110. születésnapjáról az egész világ beszámolt, hiszen Amerikában is ritka az ilyen matuzsálemi életkor, és a helyi újság, a The Hour egy egész oldalon írt a magyar nőről.
Erzsi néni 63 évesen lett nyugdíjas, majd 2008. április 9-én, egy hónappal 113. születésnapja előtt elhunyt.
Valószínűleg minden idők legidősebb magyarja volt, de mivel nem sikerült régi nyilvántartásokat felkutatni Magyarországon, ezt talán soha nem tudják bebizonyítani. Mindenesetre a valaha élt 150 legidősebb ember közé tartozott. Halálakor a világ 7. és az Amerikai Egyesült Államok 5. legidősebbje volt, s korrekorder Connecticut államban.